# Kulbanetunnelen
Kulbanetunnelen er en dobbeltsporet jernbanetunnel beliggende i Valby. Tunnelen er cirka 700 meter lang. I tunnelen løber Ringstedbanen, der forbinder København med Ringsted over Køge Nord. Tunnelen var færdigbygget i 2017, 2 år før banen kunne åbnes, grundet andre forsinkelser på baneprojektet. Over tunnelen ligger Kulbanevej, en park og over den sydvestlige tunnelåbning krydser Vigerslevvej. Tunnelen er primært bygget for at skåne etagebebyggelserne Vigerslev Vænge og Hornemanns Vænge for støj fra banen, og for at opretholde den grønne kile mellem disse bebyggelser.
Tunnelen er bygget efter cut-and-cover-metoden. Den er udstyret med ventilation, som dog ikke er nødvendig i daglig drift, grundet tunnelens korte længde, men som skal lede røg væk fra passagerer i tilfælde af brand. Der er nødfortove i begge sider af banen, til evakuering.
Tunnelen benyttes af både el- og dieseltog og både af passager- og godstog.
Tunnelen ligger få hundrede meter fra Hvidovretunnelen, der dog er kortere og kurver anderledes, men ellers er teknisk identisk.
Tunnelen er opkaldt efter Kulbanevej, som er opkaldt efter den jernbane som tidligere lå i området da Valby Gasværk lå på grunden. Selvom Ringstedbanen løber i tunnelen, har tunnelen altså fået navn efter en anden jernbane.
- Kulbanetunnelen nordøstlig indkørsel fotograferet fra Retortvej. April 2019.
- Kulbanetunnelen sydvestlig indkørsel. Fotograferet fra stibro parallelt med Vigerslevvej. April 2019.